# Les traquínies

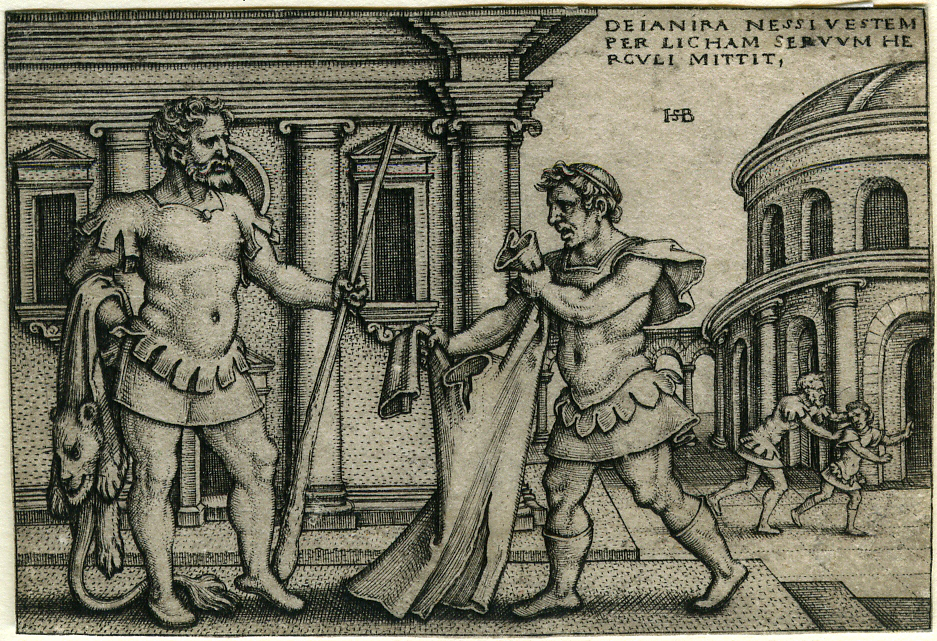
Licas entregant a Hèracles la túnica enverinada, gravat de Sebald Beham (1500-1550)

Les traquínies (en grec antic: Τραχίνιαι, Trachìniai) és una tragèdia escrita pel dramaturg atenenc Sòfocles. Es va estrenar al teatre de Dionís entre el 420 i el 410 aC.
La tragèdia narra l'últim episodi de la saga d'Hèracles, en la que l'heroi mor enverinat per una túnica que li entrega la seva esposa Deianira, que es suïcida.

## Obra

### Argument
A la ciutat de Traquínia, Deianira explica la història de com es va casar amb Hèracles i les seves dificultats a adaptar-se a la nova vida. Deianira està decebuda per l'actitud del seu marit, que no té cura de la seva família i rarament els visita, ocupat en les seves heroïcitats i aventures. Com que fa quinze mesos que no en sap res, Traquínia està preocupada i decideix enviar el seu fill Hil·los a buscar-lo.
Poc després arriba un missatger anunciant que, després de ser victoriós en la seva última batalla contra el rei Èurit, Hèracles fa ofrenes en agraïment i en acabar tornarà a casa. Licas, un herald d'Hèracles, arriba amb una processó de presoners entre els quals s'hi inclou Íole, la filla del rei Èurit. Licas explica a Deianira que Hèracles havia atacat Èurit perquè no l'havia volgut acollir a casa seva, i el culpava del càstig dels déus que l'havia obligat a servir un any com a esclau. Però aviat Deianira descobreix la veritat i obliga Licas a confessar que l'autèntic motiu d'Hèracles és que s'havia enamorat d'Íole i la volia prendre per a ell.

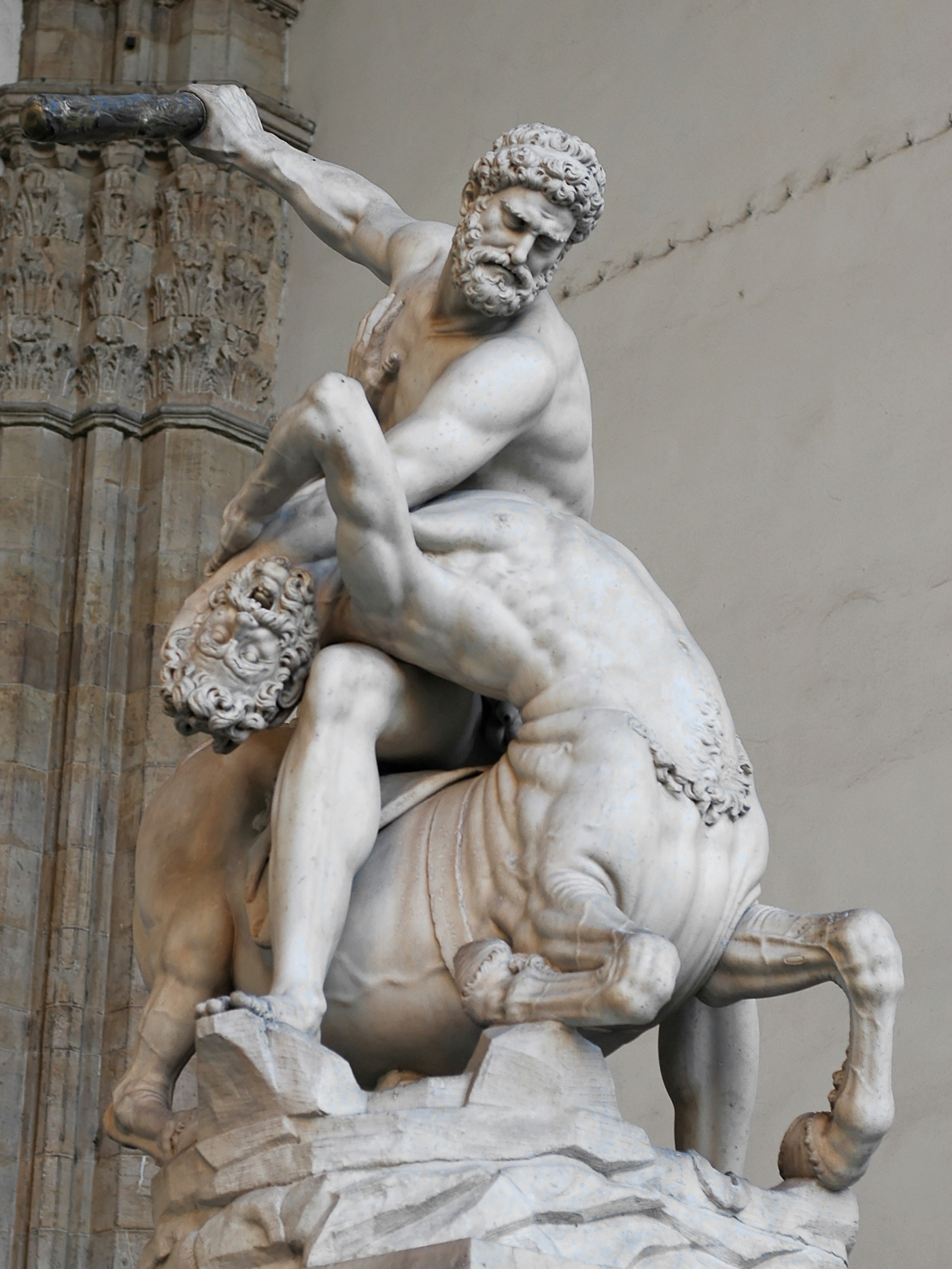
Hèracles matant Nessos. Escultura de Giambologna (Florència, 1599)

Volent recuperar l'amor del seu marit, Deianira decideix fer servir la poció d'amor que li va donar el centaure Nessos. Feia anys, el centaure se li havia ofert per ajudar-la a travessar el riu Evè, però a mig camí va intentar violar-la. Hèracles havia aparegut per rescatar-la i havia mort el centaure. Abans de morir, Nessos havia dit a Deianira que la seva sang serviria de filtre d'amor per impedir que Hèracles estimés mai cap altra dona.
Deianira li dona una túnica impregnada de la sang de Nessos a Licas, amb instruccions d'entregar-li a Hèracles sense que ningú més se la posi. Després d'enviar el regal, s'adona que el líquid ha cremat un tros de llana i que Nessos l'havia enganyat.
És massa tard, perquè Hil·los arriba i explica que Heràcles es regira en agonia després de rebre el regal. Era tant el dolor i la ràbia que ha matat Licas, el que li havia entregat la túnica. Davant la terrible situació i les dures paraules del seu fill, Deianira es suïcida.
Hil·los descobreix que la seva mare no pretenia matar el seu pare, i ho explica al moribund Hèracles. L'heroi s'adona que la profecia sobre la seva mort s'ha acomplert, ja que l'ha matat un que ja era mort (Nessos). Abans de morir, demana al seu fill Hil·los que es casi amb Íole. Hèracles pateix tant que demana que posin fi al seu patiment, i l'obra finalitza amb l'encesa de la pira funerària on cremaran l'heroi.

### Dramatis personae
Personatges, per ordre d'aparició: Deianira, esclava, Hil·los, cor de donzelles traquínies, missatger, Licas, dida, ancià, Hèracles.

## Temàtica
Com era habitual a les tragèdies gregues, la història descriu uns fets que ja són coneguts per l'audiència. Sòfocles, però, dona una nova interpretació al mite fent que Deianira no aparegui com una dona venjativa i terriblement gelosa, sinó que la mostra una esposa desesperada i innocent. Semblantment, la llegenda explica de Deianira enviava la túnica enverinada al seu marit conscientment, mentre que Sòfocles fa que tot plegat sigui un error ocasionat per l'engany del centaure. D'aquesta manera l'autor fa que la tragèdia no sigui causada enterament per les accions dels protagonistes, i aconsegueix que el públic pugui empatitzar amb la seva desgràcia.

## Traducció al català
Les traquínies va ser traduïda al català per Carles Riba, i van ser publicades el 1977 en el segon volum de les obres de Sòfocles editades per Clàssics Curial.